# Þórólfur Þorsteinsson
Þórólfur Þorsteinsson (Thorolfur Thorsteinsson, apodado Mantequilla, nórdico antiguo: Þórólfr smjör, n. 818) fue un explorador vikingo y bóndi de Islandia. Era hijo de Þorsteinn Grímsson y por lo tanto nieto de Grímur Kamban. Þórólfur fue uno de los primeros colonos de Islandia procedente de las Islas Feroe.
Su apodo Smjör se debe a su optimismo cuando exploró las costas islandesas con Hrafna-Flóki Vilgerðarson, afirmando a todo quien le preguntaba que «la mantequilla se posaba sobre cada matojo de la tierra que había encontrado».
Þórólfur aparece mencionado como personaje histórico en la saga de Njál, y la saga Harðar ok Hólmverja.
Su hijo Auðunn rotinn Þórólfsson fue uno de los primeros colonos en la región de Eyjafjörður.